# Rhomboda longifolia
Rhomboda longifolia är en orkidéart som beskrevs av John Lindley. Rhomboda longifolia ingår i släktet Rhomboda och familjen orkidéer.
Artens utbredningsområde är Sikkim. Inga underarter finns listade i Catalogue of Life.